# Santa Susana (Californie)
Santa Susana est une census-designated place du comté de Ventura, dans l'État de Californie, aux États-Unis. En 2020, elle compte une population de 1 160 habitants.